# Kihí-sziget
A Kihí (Körösladány-Gát) a Békés vármegyei Körösladány régészeti leletekben gazdag határrésze.
Nevéhez a „sziget” szót a régészek használták, mert ennek a határrésznek ilyen neve sohasem volt, csak „sziget” szó nélkül Kihí. A Sebes-Körös folyó hajdani patkó alakú kanyarulatában elterülő határrész a leletekben gazdag határrészek közé tartozik. Erről a leletgazdagságról Kovács László és Maráz Borbála a következőket írja a „Békés megye régészeti topográfia. Szeghalmi járás” 110. oldalán: „A Sebes Körös egykori patkó alakú kanyarulatán belül, az É–D-i irányú magas partszakaszon és a tőle beljebb eső lankásabb részén hatalmas kiterjedésű bronz-kori település maradványait találtuk. A nagy mennyiségű paticson és állatcsonton kívül dörzsölőköveket, valamint egy áttúrt kőbaltatöredéket és gazdag kerámiaanyagot gyűjtöttünk össze.…”.
De található még ezen a területen a rézkorból (i.e. 3000-1900-ig), az Árpád-korból származó cserépedény-töredékek is. Különösen gazdag leletanyagot szolgáltatott a 7/105-ös lelőhely, annak ellenére is, hogy a munkálatok kapcsán több sírt megbolygattak az itt dolgozó gátépítő kubikosok. Az épségben maradt leletekről a következőket jegyezték fel az itt kutató régészek:
„1929 júniusában a Sebes-Körös gátjának építéséhez szükséges földet a folyó keleti partján fekvő szántóföldről termelték ki, s eközben egy késő avar kori temetőt semmisítettek meg. Fettich Nándor már csak 18 sírt tárhatott fel, további egy hun kori sír adatait gyűjthette be.
A magányos hun sír a temetőtől délre került elő, s benne a kubikosok a csontváz mellett egy korsót találtak. A korsó nyakát besimított függőleges vonalak, a vállát pedig zegzugos vonalak díszítették. A sírban vaskard is volt, mert hüvelyének szerelékéből megmaradt két, fogazott szélű bronzlemez.
A késő avar kori temető sírjait Fettich Nándor a meghagyott felület két sávjában tárja fel. Az egyik helyén négy, északnyugati–délkeleti irányú, melléklet nélküli szétdúlt sírt talált.
Tőlük északra a földmunkások bukkantak az ötödik sírra. Ez utóbbiban egy edényt, Honorius (395-408) arany soliduszát, vasszablyát és bronz gombokat figyeltek meg. A szablya és az edény Olaszországba került, az érme pedig közvetítőkön keresztül a Magyar Nemzeti Múzeum Éremtárába. A másik, még érintetlen földsávban tárja fel Fettich a 6-18. sírt, amelyek nagyjából két ívelt sorban, északnyugati–délkeleti tájolással helyezkedtek el, a melléklet csak 4 sírban volt; 6. sír: vaskés, vascsat; 10. sír: bronz, griffes övgarnitúra maradványai, bronz huzalgyűrű, vascsat vaskés; 14. sír: vascsat, vaskés; 16. sír: bronz, indás övgarnitúra, vaskés; A felsoroltakon kívül szórványleletként griffes-indás szíjvég, orsó-gomb, kézzel formált anyagedényke, valamint szablya töredékek jutottak a birtokába. A rossz megtartású embertani anyag mongoloid jellegű.”
Ennyi tudható meg a kutató-régészek rövidre szabott feljegyzéséből, erre a lelőhelyre vonatkozóan. Annyi azonban kiderült ebből a feljegyzésből is, hogy a Kihí-határrész egyike azon határrészeknek, amelyek bőséges leletanyaggal szolgáltak a kutató-régészeknek. Ezért nem zárható ki, hogy a határrész földje még további leletet őrizhet a felszíntől mélyebbre eső talajrétegekben. E mélyebb réteg átvizsgálására a közeljövőben nem számíthatunk.